# Gybbosidiplosis admixta
Gybbosidiplosis admixta är en tvåvingeart som beskrevs av Fedotova 2006. Gybbosidiplosis admixta ingår i släktet Gybbosidiplosis och familjen gallmyggor. Inga underarter finns listade i Catalogue of Life.